# Ada Comstock

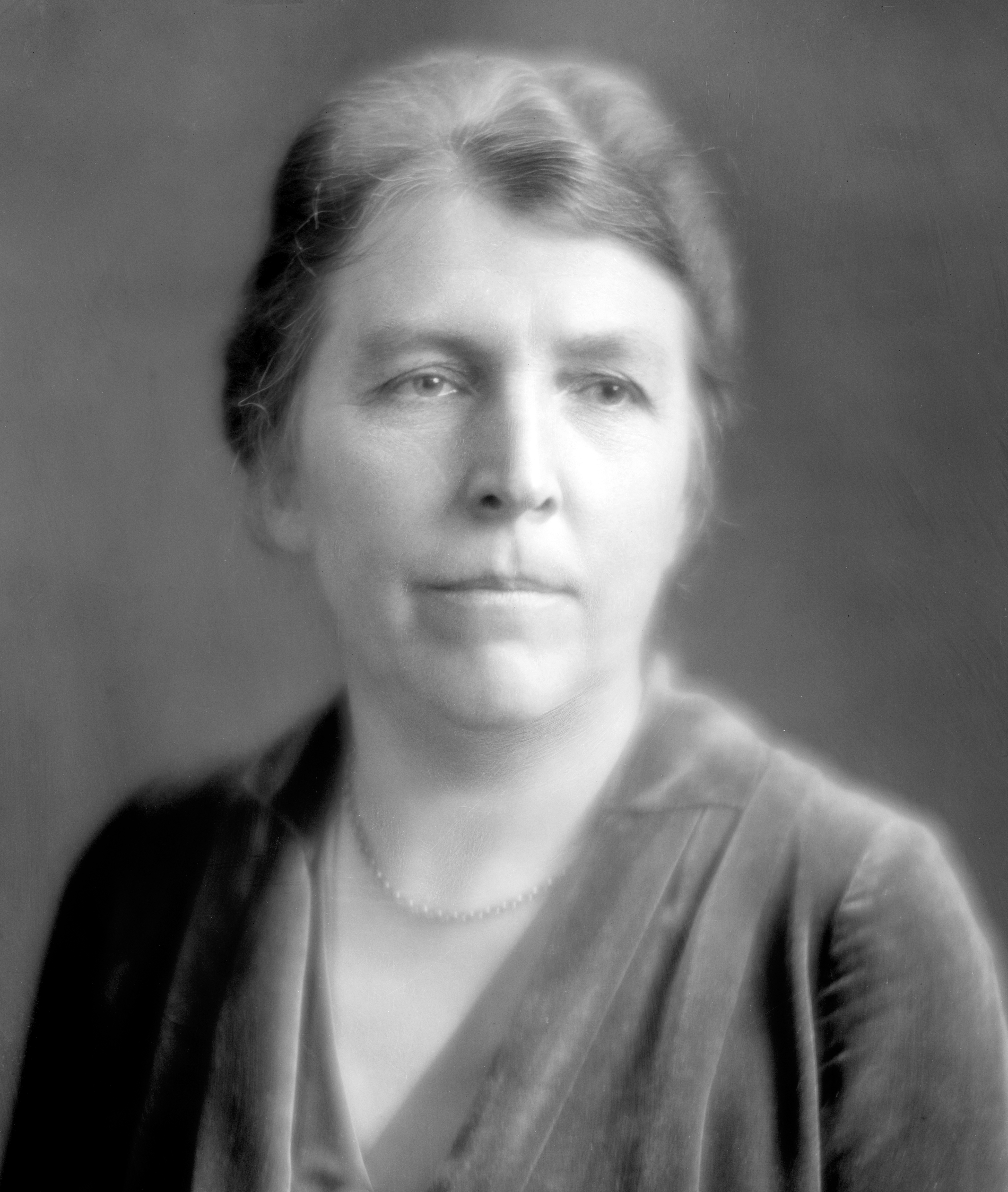
Ada Comstock, 1905

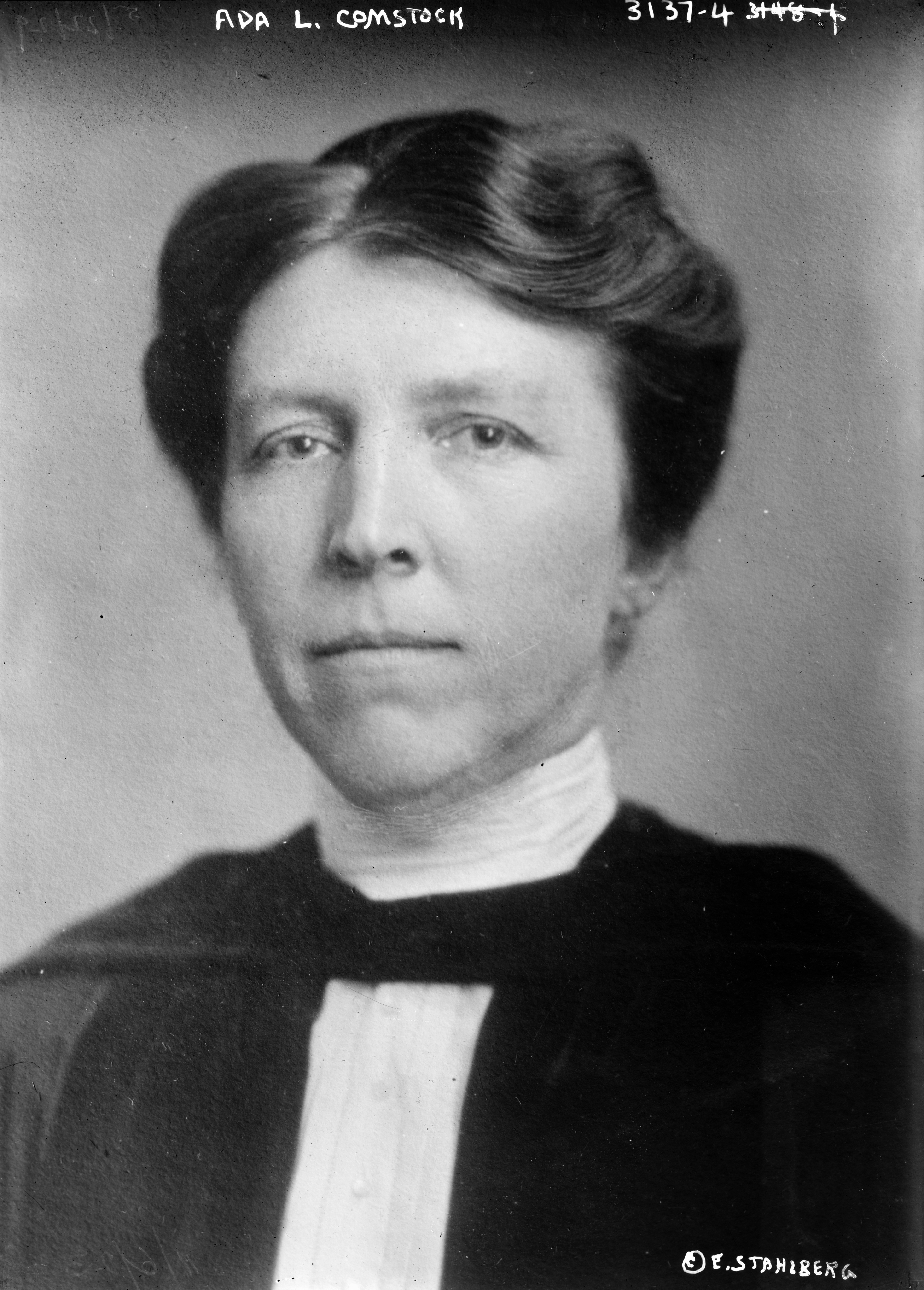
Ada Comstock

Ada Louise Comstock  (* 11. Dezember 1876 in Moorhead, Minnesota; † 12. Dezember 1973 in New Haven, Connecticut) war eine US-amerikanische Hochschullehrerin. Sie war die erste Dekanin von Frauen an der University of Minnesota und von 1923 bis 1943 die erste hauptamtliche Präsidentin des Radcliffe College.

## Leben und Werk
Comstock war das älteste von drei Kindern von der Lehrerin Sarah Ball Comstock und von dem Anwalt Solomon Gilman Comstock. Sie schloss 1892 die Moorhead High School ab und begann ihr Grundstudium an der University of Minnesota. Nach zwei Jahren wechselte sie an das Frauencollege Smith College in Northampton (Massachusetts). Sie wurde in die Ehrengesellschaft Phi Beta Kappa gewählt und schloss 1897 ihr Studium ab. Anschließend absolvierte sie an der Moorhead Normal School einen Lehrgang für ein Lehrzertifikat. 1899 erwarb sie einen Master-Abschluss an der Columbia University in Englisch, Geschichte und Bildung. Nach Angaben des US-Bildungsministeriums erhielten von 1899 und 1900 nur etwa 300 US-amerikanische Frauen einen Master-Abschluss.
Nach einem Studienjahr in Paris an der Sorbonne wurde sie 1900 an der University of Minnesota als Assistentin in der Abteilung für Rhetorik bei Maria Sanford eingestellt. 1900 wurde sie zur Ausbilderin und 1904 zur Assistenzprofessorin befördert. 1907 wurde sie zur ersten Dekanin der Universität und 1909 zur ordentlichen Professorin ernannt. In dieser Funktion sorgte sie für den Bau des ersten Frauenwohnheims. Durch ihre Arbeit als Dekanin für Frauen gelang es Comstock, Studentinnen stärker in die Universität zu integrieren und gleichzeitig eine wachsende allgemeine Anerkennung der Bedeutung der Hochschulbildung für Frauen zu fördern. 1910 wurden ihre Leistungen an der Universität national anerkannt, als sie zur Präsidentin der Association of Women Deans gewählt wurde.
1912 wurde sie als erste Dekanin des Smith College ernannt. 1917 war sie für sechs Monate amtierende Präsidentin des Colleges, jedoch weigerten sich die Treuhänder des Kollegiums aufgrund ihres Geschlechts, ihr offiziell den Titel einer amtierenden Präsidentin zu verleihen. 1918 war sie für die Notfallquarantäne und Notfallpflege während der Influenza-Epidemie verantwortlich.
Am 20. Oktober 1923 wurde Comstock Präsidentin des Radcliffe College und leitete 20 Jahre lang das College. 1931 gründete sie dort eine Summer Secretarial School und 1937 ein Management-Trainingsprogramm.

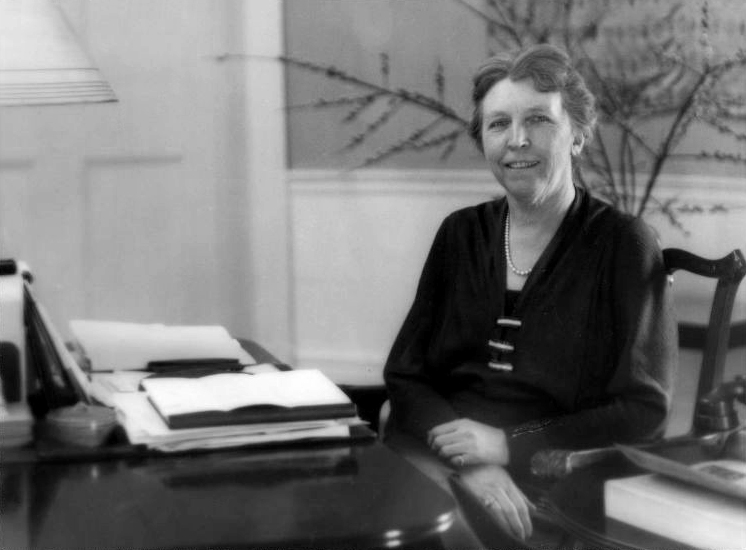
Ada Louise Comstock

Von 1921 bis 1923 war sie Präsidentin der Association of Collegiate Alumnae, die heute als American Association of University Women bekannt ist. Sie war Gründungsmitglied und eine der fünf amerikanischen stimmberechtigten Delegierten der ersten Konferenz der International Federation of University Women in London 1920 und der zweiten Konferenz 1922 in Paris. Eines ihrer Ziele war die Förderung der Hochschulbildung für Frauen in jedem Land der Welt. 1929 war sie die einzige Frau, die von Präsident Herbert Hoover in die Wickersham-Kommission,  bekannt als National Committee on Law Observation and Enforcement, berufen wurde. Sie war Präsidentin der American Academy of Arts and Sciences, Vizepräsidentin des American Council des Institute of Pacific Relations und Mitglied des National Committee for Planned Parenthood. Sie war auch Leiterin der Seven College Conference und Vorstandsmitglied vieler unabhängiger Schulen, darunter der Brimmer and May School, der Buckingham School und der Concord Academy und war Vorstandsmitglied mehrerer Colleges.

Präsident Hoover mit der 1929 neu geschaffenen Strafverfolgungskommission. In der ersten Reihe sitzend von links nach rechts: Roscoe Pound, Ada L. Comstock, Generalstaatsanwalt William D. Mitchell, Präsident Hoover, George W. Wickersham und William Squire Kenyon. In der hinteren Reihe von links nach rechts: Kenneth R. MacIntosh, Monte M. Lehman, Paul J. McCormick, William J. Grubb, Frank J. Loesh, Newton D. Baker und Henry W. Anderson

1943 trat sie von ihrer Präsidentschaft am Radcliffe College zurück und wurde Mitglied des Smith-Kuratoriums und arbeitete in einem Graduiertenzentrum am Radcliffe College. Eine Woche nach ihrem Rücktritt heiratete Comstock den emeritierten Yale-Professor Wallace Notestein, den sie bereits Jahrzehnte vorher in Minnesota getroffen hatte. Notestein starb 1969 und sie starb 1973 in ihrem Haus in New Haven an Herzinsuffizienz.

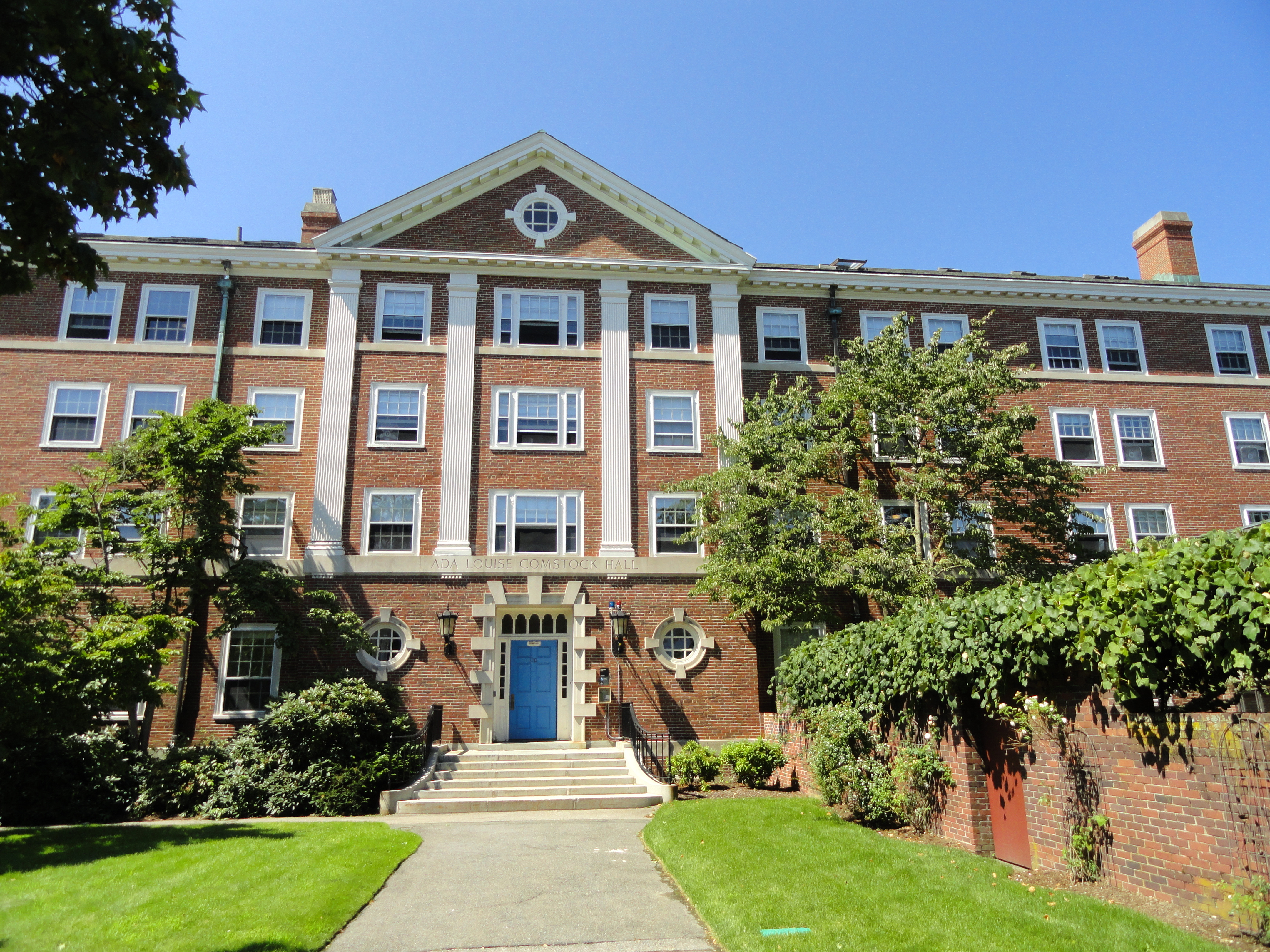
Ada Louise Comstock Hall – Harvard University, 2011

Im Laufe ihres Lebens erhielt Comstock 14 Ehrentitel und drei Studentenwohnheime wurden nach ihr benannt. Das Smith College hat zu ihren Ehren ein Stipendienprogramm eingerichtet und die University of Minnesota vergibt jedes Jahr den Ada Comstock Distinguished Women Scholars Award. Ihr Elternhaus ist im National Register of Historic Places eingetragen und ist eine der historischen Stätten der Minnesota Historical Society. Die größte Sammlung ihrer Papiere, die Ada Louise Comstock Papers (1897–1950), befindet sich im Smith College Archives.

## Ehrungen
- 1943: Fellow der American Academy of Arts and Sciences
- 1936: Ehren-LL.D. der University of Minnesota
- 1958: Jane Addams Medaille, Rockford College
- 1966: Founder’s Award, Radcliffe College
- 1967: Hollins-Medaille